# Aeroportul Kapal
Aeroportul Kapal (IATA: KPL) este un aeroport din Papua Noua Guinee.
aeroportul dispune de o singură pistă.